# Belocaulus
Belocaulos es un género de babosas sudamericanas que conforman dos especies descritas. Estas babosas pueden ser confundidas con Laevicaulis, pero Belocaulus es un género de Sudamérica mientras Laevicaulis es africano.

## Características
Son babosas medianas, miden 5 cm de longitud, son herbívoros pero también se acostumbran a ser omnívoros.
Son hermafroditas como cualquier gasterópodo.
Estas babosas tienen varios colores como: naranja, negro, marrón y atigrado negro.

## Especies
- Belocaulus angustipes
- Belocaulus willibaldoi

## Distribución
Su distribución ronda desde Florida hasta Brasil y norte de Argentina.